# Stargate SG-1
 For alternative betydninger, se Stargate. (Se også artikler, som begynder med Stargate)
Stargate – SG-1 er en canadisk-amerikansk science-fiction-tv-serie, som er en del af MGM's Stargate franchise. SG-1 er navnet på det hold. som man følger gennem hele serien. Holdet består af fire personer med meget forskellige baggrunde, som alle står sammen mod den overvældende fjende ved navn the Goa'uld. SG-1 er dog ikke det eneste hold, der bekæmper the Goa'uld. Gennem serien hører man, at der mindst er 22 SG-hold, men der kan godt være flere, da det præcise tal ikke kendes. SG-1 har hjembase i SGC (Stargate Command), og det er herfra de tager ud på alle deres missioner.

## Historie
Efter missionen til  Abydos i filmen vender The Goa'uld tilbage til Jorden for at finde en brud til deres leder  Apophis, som nu vil giftes. Wasington finder derfor ud af at  Daniel Jackson stadig lever i bedste velgående på  Abydos. For at kunne bekæmpe den stadig eksisterende trussel, som  the Goa'uld  udgør, opretter general  George Hammond et særligt hold, der skal bekæmpe  the Goa'uld og sikre galaksens fred.

## Personer

### Nuværende medlemmer af SG-1
- Cameron Mitchell (Ben Browder)
- Samantha Carter (Amanda Tapping)
- Daniel Jackson (Michael Shanks)
- Teal'c (Christopher Judge)
- Vala Mal Doran (Claudia Black)

### Tidligere medlemmer af SG-1
- Jack O'Neill (Richard Dean Anderson)
- Jonas Quinn (Corin Nemec)

## Ekstern henvisning
- Wikimedia Commons har flere filer relateret til Stargate SG-1
- Stargate SG-1 på Internet Movie Database (engelsk)
- Stargate SG-1 på AllMovie (engelsk)
- Stargate SG-1 hos British Film Institute (engelsk)
- Stargate SG-1 hos British Film Institute (engelsk)
- Stargate SG-1 på Rotten Tomatoes (engelsk)
- Stargate SG-1 på Metacritic (engelsk)
- Stargate SG-1 på Filmaffinity (engelsk)
- Stargate SG-1 hos The Movie Database (engelsk)
- Stargate SG-1 hos TV Guide (engelsk)
- Stargate SG-1 hos TheTVDB (engelsk)